# Solutrense Inferior
El Solutrense Inferior es una fase de la cultura Solutrense, propia del Paleolítico Superior. El solutrense ha cobrado particular importancia a lo largo del tiempo por representar una clara desviación demográfica y tecno-tipológica de los desarrollos ocurridos durante el transcurso del Paleolítico Superior en Europa Occidental. En el sur de Iberia, los patrones de presencia y/o ausencia de tipos de puntos específicos en secuencias estratificadas tienden a validar la ordenación clásica del tecnocomplejo en fases Inferior, Media y Superior, aunque algunas pruebas, a saber, las determinaciones de radiocarbono, no siempre han sido corroborativas.

## Objetos
Algunas de las características más relevantes del Soltruense son la diversidad y las características tecno-tipológicas de las armaduras líticas. Se caracterizó por puntas foliáceas con retoque unifacial, pocos buriles y gran número de raspadores y raederas. Vuelven a aparecer estatuillas de animales bastante toscas. El grabado, que ya era conocido, continuó en esta cultura.
Es posible que los cazadores-recolectores del Paleolítico Superior ya poseyeran tecnología de arco y flecha en el Solutrense Inferior.